# 马德拉 (加利福尼亚州)
马德拉（英語：Madera），是美国加利福尼亚州马德拉县的縣城。建市于1907年3月27日，面积大约为15.79平方英里（40.9平方公里）。根据2010年美国人口普查，该市有人口61,416人。